# Dichelachne lautumia
Dichelachne lautumia är en gräsart som beskrevs av Elizabeth Edgar och Henry Eamonn Connor. Dichelachne lautumia ingår i släktet Dichelachne och familjen gräs. Inga underarter finns listade i Catalogue of Life.